# Rhudy Evens
Pour les articles homonymes, voir Evens.
Rhudy Evens (parfois orthographié Rudy Evans) né le 13 février 1988 à Kourou (Guyane), est un footballeur français international guyanais. Il évolue au poste de meneur de jeu avec l'ASC Le Geldar en R1 Guyane et avec la sélection de la Guyane.

## Biographie
Le jeune garçon grandit à Kourou auprès de son papa, Richard Evens, footballeur puis entraîneur du Geldar de Kourou. Il l’accompagnera aux entrainements dès son plus jeune âge ; où très vite se révèlera son amour pour le football. Il fait ses débuts dans le club de son père puis passe par l’AJ Saint-Georges avant de s’envoler pour la Guadeloupe et le club de l'AS Gosier en 2013. Après six mois plutôt convaincants aux Antilles, il revient en Guyane et reste un an à l’US Macouria. Il s’en va ensuite à l’US Matoury en 2015, club avec lequel il atteindra le 7e tour de la Coupe de France au cours de la saison 2018-2019

### Buts en équipe nationale
| No | Date              | Stade, ville, pays                                                    | Adversaire               | Résultat | Compétition                                              |
| -- | ----------------- | --------------------------------------------------------------------- | ------------------------ | -------- | -------------------------------------------------------- |
| 1  | 25 septembre 2010 | Parc des Sports Louis Boury, Gennevilliers, France                    | Saint-Pierre-et-Miquelon | V 7-0    | Coupe de l'Outre-Mer 2010                                |
| 2  | 8 décembre 2012   | Stade Sir Vivian Richards, North Sound, Antigua-et-Barbuda            | Jamaïque                 | V 1-2    | Coupe caribéenne des nations 2012                        |
| 3  | 26 mars 2016      | Bermuda National Stadium, Devonshire, Bermudes                        | Bermudes                 | D 2-1    | Qualifications pour la Coupe caribéenne des nations 2017 |
| 4  | 7 juin 2016       | Stade olympique Félix-Sánchez, Saint-Domingue, République Dominicaine | République dominicaine   | D 2-1    | Qualifications pour la Coupe caribéenne des nations 2017 |
| 5  | 9 novembre 2016   | Stade Sylvio-Cator, Port-au-Prince, Haïti                             | Haïti                    | V 2-5    | Qualifications pour la Coupe caribéenne des nations 2017 |
| 6  | 17 juin 2017      | Stade Edmard-Lama, Remire-Montjoly, Guyane                            | Barbade                  | V 3-0    | Match amical                                             |
| 7  | 7 juin 2018       | Stade Pierre Aliker, Fort-de-France, Martinique                       | Guadeloupe               | V 2-0    | Tournoi des 4 2018 (es)                                  |